# Habronattus tarsalis
Habronattus tarsalis es una especie de araña saltadora del género Habronattus, familia Salticidae. Fue descrita científicamente por Banks en 1904.
Habita en los Estados Unidos; especie introducida en Hawái.